# Svenskt Travderby 2019
Svenskt Travderby 2019 var den 92:a upplagan av Svenskt Travderby, som gick av stapeln söndagen den 1 september 2019 på Jägersro i Malmö i Skåne län. Uttagningsloppen till finalen ägde rum den 21 augusti 2019 på Jägersro.
I finalen vann Attraversiamo, körd av Erik Adielsson. På förhand var han tredje mest spelad i loppet, bakom storfavoriten Campo Bahia och andrahandaren Inti Boko som båda slutade oplacerade efter att ha galopperat. På andraplats kom Ferrari Sisu och på tredjeplats Alone.

## Upplägg och genomförande
I Svenskt Travderby deltar fyraåriga, svenskfödda varmblodiga travhästar. Kvalet till finalen görs drygt en vecka före via sex uttagningslopp, där de tolv travare som kommer på första- respektive andraplats i varje heat går vidare till finalen. Desto bättre placering i uttagningsloppet, desto tidigare får hästens tränare välja startspår inför finalen. Distansen i samtliga lopp är 2 640 meter med autostart. Den vinnande kusken och hästens ägare får traditionsenligt en gul derbykavaj i vinnarcirkeln.

## Uttagningslopp 1
| P | S  | Häst            | Kusk               | Tränare            | Land    | Tid     |
| - | -- | --------------- | ------------------ | ------------------ | ------- | ------- |
| 1 | 8  | Campo Bahia     | Conrad Lugauer     | Conrad Lugauer     | Sverige | 1.13,1  |
| 2 | 1  | Flight Dynamics | Carl Johan Jepson  | Stefan Melander    | Sverige | 1.13,5  |
| 3 | 11 | Viking Brodde   | Örjan Kihlström    | Timo Nurmos        | Sverige | 1.13,5  |
| 4 | 9  | Bordeaux Doc    | Åke Lindblom       | Åke Lindblom       | Sverige | 1.13,6  |
| 5 | 10 | Sandsjöns Enzo  | Johan Untersteiner | Johan Untersteiner | Sverige | 1.13,6  |
| 6 | 5  | Victory Lee     | Adrian Kolgjini    | Adrian Kolgjini    | Sverige | 1.13,8  |
| 0 | 7  | Carhu           | Jorma Kontio       | Stefan Arvidsson   | Sverige | 1.17,7  |
| d | 6  | Run Brodde Run  | Peter Untersteiner | Peter Untersteiner | Sverige | 7ag     |
| d | 2  | Danilo Brick    | Björn Goop         | Timo Nurmos        | Sverige | uag     |
| d | 4  | In Love Boko    | Emilia Leo         | Hans R. Strömberg  | Sverige | uag     |
| s | 3  | Deep Pockets    | Erik Adielsson     | Svante Båth        | Sverige | struken |

## Uttagningslopp 2
| P | S  | Häst             | Kusk                 | Tränare            | Land    | Tid     |
| - | -- | ---------------- | -------------------- | ------------------ | ------- | ------- |
| 1 | 4  | Global Wise Guy  | Jorma Kontio         | Timo Nurmos        | Sverige | 1.13,4  |
| 2 | 1  | Kennedy          | Adrian Kolgjini      | Adrian Kolgjini    | Sverige | 1.13,6  |
| 3 | 10 | Betting Gangster | Rikard N. Skoglund   | Jerry Riordan      | Sverige | 1.13,7  |
| 4 | 9  | Hurricane River  | Christoffer Eriksson | Ola Samuelsson     | Sverige | 1.13,8  |
| 5 | 8  | Messiah          | Örjan Kihlström      | Daniel Redén       | Sverige | 1.13,9  |
| 6 | 6  | Cesar F.C.       | Kaj Widell           | Thomas Lönn        | Sverige | 1.14,0  |
| 0 | 7  | That's Art       | Peter Untersteiner   | Peter Untersteiner | Sverige | 1.14,2  |
| 0 | 2  | Ad Hoc           | Carl Johan Jepson    | Raoul Engblom      | Sverige | 1.15,6g |
| d | 5  | Night Brodde     | Conrad Lugauer       | Conrad Lugauer     | Sverige | 9ag     |
| d | 3  | Mellby Glader    | Robert Bergh         | Robert Bergh       | Sverige | 10ag    |

## Uttagningslopp 3
| P | S  | Häst              | Kusk               | Tränare            | Land    | Tid    |
| - | -- | ----------------- | ------------------ | ------------------ | ------- | ------ |
| 1 | 5  | Global Welcome    | Erik Adielsson     | Svante Båth        | Sverige | 1.13,5 |
| 2 | 8  | Alone             | Örjan Kihlström    | Pasi Aikio         | Sverige | 1.13,6 |
| 3 | 1  | Moneykeeper       | André Eklundh      | André Eklundh      | Sverige | 1.13,7 |
| 4 | 4  | Tengil Face       | Adrian Kolgjini    | Adrian Kolgjini    | Sverige | 1.13,7 |
| 5 | 3  | Magic Cash        | Jorma Kontio       | Timo Nurmos        | Sverige | 1.13,7 |
| 6 | 10 | My Tambourine Man | Nicklas Westerholm | Nicklas Westerholm | Sverige | 1.13,8 |
| 0 | 9  | M.T.Nordic Spirit | Peter Untersteiner | Peter Untersteiner | Sverige | 1.13,8 |
| 0 | 11 | Concrete Dee      | Kenneth Haugstad   | Roger Walmann      | Sverige | 1.13,9 |
| 0 | 6  | Staro Moschino    | Johan Untersteiner | Harri Koivunen     | Sverige | 1.14,0 |
| 0 | 7  | Betting King      | Victor Rosleff     | Jerry Riordan      | Sverige | 1.14,2 |
| 0 | 2  | Gambit Brodde     | Conrad Lugauer     | Conrad Lugauer     | Sverige | 1.14,3 |

## Uttagningslopp 4
| P | S  | Häst             | Kusk               | Tränare            | Land    | Tid      |
| - | -- | ---------------- | ------------------ | ------------------ | ------- | -------- |
| 1 | 8  | Ferrari Sisu     | Marc Elias         | Conrad Lugauer     | Sverige | 1.13,0   |
| 2 | 5  | Attraversiamo    | Erik Adielsson     | Svante Båth        | Sverige | 1.13,2   |
| 3 | 6  | Borups Senator   | Kim Eriksson       | Tomas Malmqvist    | Sverige | 1.13,4   |
| 4 | 7  | Tony Africa      | Adrian Kolgjini    | Adrian Kolgjini    | Sverige | 1.13,5   |
| 5 | 1  | Love Håleryd     | Peter Untersteiner | Peter Untersteiner | Sverige | 1.13,6   |
| 6 | 2  | Cab Lane         | Jorma Kontio       | Timo Nurmos        | Sverige | 1.13,8   |
| 0 | 9  | Rudisha          | Robert Bergh       | Robert Bergh       | Sverige | 1.13,9   |
| 0 | 10 | Kaiser Southwind | Åke Lindblom       | Åke Lindblom       | Sverige | 1.15,3   |
| 0 | 3  | Dali Pagadi      | Sofia Adolfsson    | Mikael C. Nilsson  | Sverige | 1.17,9ag |
| 0 | 4  | Filsur Sisu      | Per Nordström      | Per Nordström      | Sverige | 10ag     |
| s | 11 | Eicas            | Örjan Kihlström    | Stefan Melander    | Sverige | struken  |

## Uttagningslopp 5
| P | S  | Häst             | Kusk               | Tränare            | Land    | Tid    |
| - | -- | ---------------- | ------------------ | ------------------ | ------- | ------ |
| 1 | 7  | Inti Boko        | Björn Goop         | Timo Nurmos        | Sverige | 1.12,6 |
| 2 | 3  | Smokin Joe       | Adrian Kolgjini    | Adrian Kolgjini    | Sverige | 1.13,0 |
| 3 | 1  | Marcello Wibb    | Johan Untersteiner | Johan Untersteiner | Sverige | 1.13,1 |
| 4 | 8  | Zephyr Kronos    | Örjan Kihlström    | Daniel Redén       | Sverige | 1.13,1 |
| 5 | 10 | Global Winner    | Jorma Kontio       | Timo Nurmos        | Sverige | 1.13,4 |
| 6 | 11 | Royal T.N.       | Oskar J. Andersson | Joakim Elfving     | Sverige | 1.13,4 |
| 0 | 9  | Upload           | Carl Johan Jepson  | Stefan Melander    | Sverige | 1.13,5 |
| 0 | 5  | Testa di Cavolo  | Emilia Leo         | Hans R. Strömberg  | Sverige | 1.13,6 |
| 0 | 4  | Admirer          | Conrad Lugauer     | Conrad Lugauer     | Sverige | 1.14,1 |
| d | 2  | Global Withdrawl | Erik Adielsson     | Svante Båth        | Sverige | 3ag    |
| d | 6  | Avant Garde      | Robert Bergh       | Robert Bergh       | Sverige | 11ag   |

## Uttagningslopp 6
| P | S  | Häst               | Kusk               | Tränare                | Land    | Tid      |
| - | -- | ------------------ | ------------------ | ---------------------- | ------- | -------- |
| 1 | 4  | Roofie             | Johan Untersteiner | Johan Untersteiner     | Sverige | 1.12,5   |
| 2 | 8  | Pinto Bob          | Robert Bergh       | Robert Bergh           | Sverige | 1.12,6   |
| 3 | 2  | Adde S.H.          | Peter Untersteiner | Peter Untersteiner     | Sverige | 1.12,7   |
| 4 | 11 | Staro McMillan     | Erik Adielsson     | Sören Kolberg          | Sverige | 1.12,8   |
| 5 | 7  | Ike Schermer       | Rick Ebbinge       | Jerone W.M. Engwerda   | Sverige | 1.12,8   |
| 6 | 10 | Forfantone Am      | Örjan Kihlström    | Roger Walmann          | Sverige | 1.12,9   |
| 0 | 6  | Istanbul Boko      | Jorma Kontio       | Timo Nurmos            | Sverige | 1.13,0   |
| 0 | 1  | Great Winner       | Magnus Jakobsson   | Magnus Jakobsson       | Sverige | 1.13,1   |
| 0 | 5  | Carozzo            | Stefan Söderkvist  | Camilla Jonasson       | Sverige | 1.13,3   |
| 0 | 3  | Typhoon Face       | Lutfi Kolgjini     | Adrian Kolgjini        | Sverige | 1.14,4   |
| 0 | 9  | Give You All of Me | Björn Goop         | Michel F. Rothengatter | Sverige | 1.14,4ag |

## Finalen
| P  | S  | Häst            | Kusk               | Tränare            | Land    | Odds   | Tid      |
| -- | -- | --------------- | ------------------ | ------------------ | ------- | ------ | -------- |
| 1  | 6  | Attraversiamo   | Erik Adielsson     | Svante Båth        | Sverige | 5,82   | 1.12,6   |
| 2  | 9  | Ferrari Sisu    | Marc Elias         | Conrad Lugauer     | Sverige | 25,65  | 1.12,7   |
| 3  | 11 | Alone           | Örjan Kihlström    | Pasi Aikio         | Sverige | 14,28  | 1.13,0   |
| 4  | 1  | Global Wise Guy | Jorma Kontio       | Timo Nurmos        | Sverige | 58,45  | 1.13,0   |
| 5  | 2  | Roofie          | Johan Untersteiner | Johan Untersteiner | Sverige | 41,40  | 1.13,1   |
| 6  | 5  | Global Welcome  | Ulf Ohlsson        | Svante Båth        | Sverige | 23,05  | 1.13,1   |
| 7  | 8  | Smokin Joe      | Dominik Locqueneux | Adrian Kolgjini    | Sverige | 102,81 | 1.13,1   |
| 8  | 7  | Flight Dynamics | Tobias O. Eriksson | Stefan Melander    | Sverige | 160,36 | 1.13,4   |
| 9  | 3  | Campo Bahia     | Conrad Lugauer     | Conrad Lugauer     | Sverige | 1,84   | 1.13,9ag |
| 10 | 12 | Pinto Bob       | Robert Bergh       | Robert Bergh       | Sverige | 34,75  | 1.15,4ag |
| d  | 4  | Inti Boko       | Björn Goop         | Timo Nurmos        | Sverige | 5,46   | 10ag     |
| d  | 10 | Kennedy         | Adrian Kolgjini    | Adrian Kolgjini    | Sverige | 24,44  | uag      |